# Sławomir Dąbrowski (ekonomista)
Sławomir Henryk Dąbrowski (ur. 23 maja 1960 w Otwocku, zm. 31 stycznia 2020 tamże) – polski ekonomista i samorządowiec, prezydent Otwocka (1998–2001).

## Życiorys
Syn Jana i Teresy, pochodził z rodziny od pokoleń związanej z Otwockiem. Ukończył studia ekonomiczne w Szkole Głównej Planowania i Statystyki oraz studia podyplomowe na Wydziale Prawa i Administracji Uniwersytetu Warszawskiego. Po ukończeniu studiów był pracownikiem SGPiS w Katedrze Ekonomiki Konsumpcji (1987–1990). W 1994 rozpoczął pracę w Urzędzie Miasta Otwocka, początkowo jako inspektor Wydziału Realizacji Budżetu, następnie pełnomocnik prezydenta ds. społeczno-ekonomicznych. W latach 1995–1998 pełnił funkcję wiceprezydenta miasta Otwocka, zaś po wyborach samorządowych w 1998 został wybrany przez Radę Miasta prezydentem. W wyniku zawiązania się w Radzie Miasta koalicji Akcji Wyborczej Solidarność z Sojuszem Lewicy Demokratycznej w listopadzie 2001 złożył rezygnację z zajmowanej funkcji. W wyborach 2002 bezskutecznie ubiegał się o reelekcję.
Był członkiem nadzwyczajnym Światowego Związku Żołnierzy Armii Krajowej, instruktorem harcerskim, a także współzałożycielem Klubu Katolickiego w Otwocku.